# Grand Teton
Grand Teton er et bjerg i Wyoming i det nordlige USA.